# 海田明里
海田 明里（かいだ あかり、1974年1月10日 - ）は兵庫県出身の作曲家。ゲームミュージックを中心に活動している。大阪音楽大学短期大学部音楽学科卒。2005年に株式会社カプコンを退社後、現在フリーランスで、ゲームミュージック以外の分野も含め、作詞、ボーカルなどでも幅広く活動中。2013年7月より作曲家の光吉猛修とのユニットPiNEdとしても活動をしている。

## 作曲担当作品
- サイバーボッツ フルメタルマッドネス（AC）
- ヴァンパイアハンター（AC、SS）
- バイオハザード（PS、SS）
- ブレス オブ ファイアIII（PS、PSP）
- トリッキースライダーズ（PS）
- ロックマン&フォルテ（SFC、GBA）
- ディノクライシス（PS）
- 鈴ものがたり（PS）
- パノラマショット（AC）
- バトルネットワーク ロックマンエグゼ（GBA）
- 超魔界村R（GBA）
- 鬼武者3（PS2）
- ロックマンエグゼ4.5 リアルオペレーション（GBA）
- ロックマンエグゼ5 チームオブブルース / チームオブカーネル（GBA）
- 大神（PS2）
- ルミナスアーク（DS）
- ルミナスアーク2 ウィル（DS）
- 流星のロックマン3（DS）
- Walk It Out!（Wii）
- ロックマン10 宇宙からの脅威!!（Wii、PS3、Xbox 360）
- ときめきメモリアル Girl's Side 3rd Story（DS）
- ラブプラス＋（DS）
- とんがりボウシと魔法のお店（DS）
- とんがりボウシとおしゃれな魔法使い（DS）
- NEWラブプラス（3DS）
- スティールクロニクル（AC）
- ハイキュー!! 繋げ!頂の景色!!（3DS）
- CHUNITHM チュウニズム（AC）
- ハイキュー!! Cross team match!（3DS）
- 茜さすセカイでキミと詠う （iOS/Android）
- プリプリちぃちゃん!! プリプリ デコるーむ!（3DS）
- EARTH DEFENSE FORCE: IRON RAIN（PS4）
- ペニーブラッド（PS5、XSX/S、PC）

## アレンジ曲及びCD作品
- サイバーボッツ・アーケードゲームトラック(1995 Sony Records)
- ヴァンパイアハンター アーケードゲームトラック(1995 Sony Records)
- バイオハザード サウンドトラックリミックス(1996 東芝EMI)
- ブレス オブ ファイアIII オリジナルサウンドトラック(1997 ファースト・スマイルエンタテインメント)
- ブレス オブ ファイア3 ドラマアルバム(1997 ファースト・スマイルエンタテインメント)
- トリッキースライダーズ オリジナルサウンドトラック(1999 セルピュータ)
- ディノクライシス オリジナル・サウンドトラック(1999 セルピュータ)
- ロックマン エグゼ ゲーム音楽大全集 ロックマン エグゼ1~3(2002 セルピュータ)
- 鬼武者３ オリジナル・サウンドトラック(2004 セルピュータ)
- カプコン・ソングズ(2004 セルピュータ)
- ロックマン エグゼ ゲーム音楽大全集-ロックマン エグゼ4~5(2005 セルピュータ)
- 大神 オリジナル・サウンドトラック(2006 セルピュータ)
- ロックマンゼクス サウンドトラック ZX TUNES(2006 インティ・クリエイツ)(as Akari Groves)
- Luminous Arc Original Soundtracks(2007 マーベラスエンターテイメント)
- ロックマンゼクス アドベント サウンドトラック ZXA TUNES(2007 インティ・クリエイツ)
- ルミナスアーク2 ウィル オリジナル・サウンドトラック(2008 マーベラスエンターテイメント)
- ロックマン9 アレンジサウンドトラック(2008 インティ・クリエイツ)
- ケツイ〜絆地獄たち〜アレンジアルバム(2009 ケイブ)
- 怒首領蜂大往生 アレンジアルバム(2009 ケイブ)
- チップチューンド・ロックマン(2009 インティ・クリエイツ)
- 虫姫さまふたり ver1.5 ダブルアレンジアルバム(2009 ケイブ)
- デススマイルズ Vol.3 ドラマCD(2009 ケイブ)
- ぐわんげ アレンジアルバム(2010 ケイブ)
- ロックマン10 宇宙からの脅威!! オリジナルサウンドトラック(2010 インティ・クリエイツ)
- ロックマン10 イメージサウンドトラック(2010 インティ・クリエイツ)
- みみもと ラブプラス（2010 コナミデジタルエンタテインメント)
- ときめきメモリアル Girl's Side 3rd Story オリジナルサウンドトラック(2010 コナミデジタルエンタテインメント)
- NEWラブプラス メインテーマ＆歌うラブプラス(2011 コナミデジタルエンタテインメント)
- NEWラブプラス Original Soundtrack(2012 コナミデジタルエンタテインメント)
- 旋光の輪舞 DESIRES ROULETTE SOUNDTRACK × NOVEL(2012 エンターブレイン) *ボーカル参加
- From Loud 2 Low SUN 光吉猛修 3rdアルバム(2013 株式会社ウェーブマスター)
- のぶニャがの野望 天下布猫(2013 日本クラウン)
- 大乱闘スマッシュブラザーズ for Wii U(2014 任天堂)
- 大神 編曲集 其の参 ラウンジ(2015 セルピュータ)
- SEELISCH TACT ORIGINAL SOUND TRACK(2015 株式会社ウェーブマスター)
- 蒼き雷霆 ガンヴォルト 怠惰なる王国/III(2016 株式会社インティ・クリエイツ)
- ロックマンエグゼ サウンドBOX(2016 セルピュータ)
- ロックマンエグゼ 15周年アレンジベストトラック(2016 セルピュータ)
- CHUNITHM ALL JUSTICE COLLECTION ep.I(2017 株式会社ウェーブマスター)
- 流星のロックマン サウンドBOX(2018 セルピュータ)
- EARTH DEFENSE FORCE: IRON RAIN(2019 ディースリー・パブリッシャー)